# Werner z Falkensteinu
Werner z Falkensteinu (zm. 4 października 1418 na zamku Deuerburg-Peterseck) – arcybiskup Trewiru i książę-elektor Rzeszy od 1388.

## Życiorys

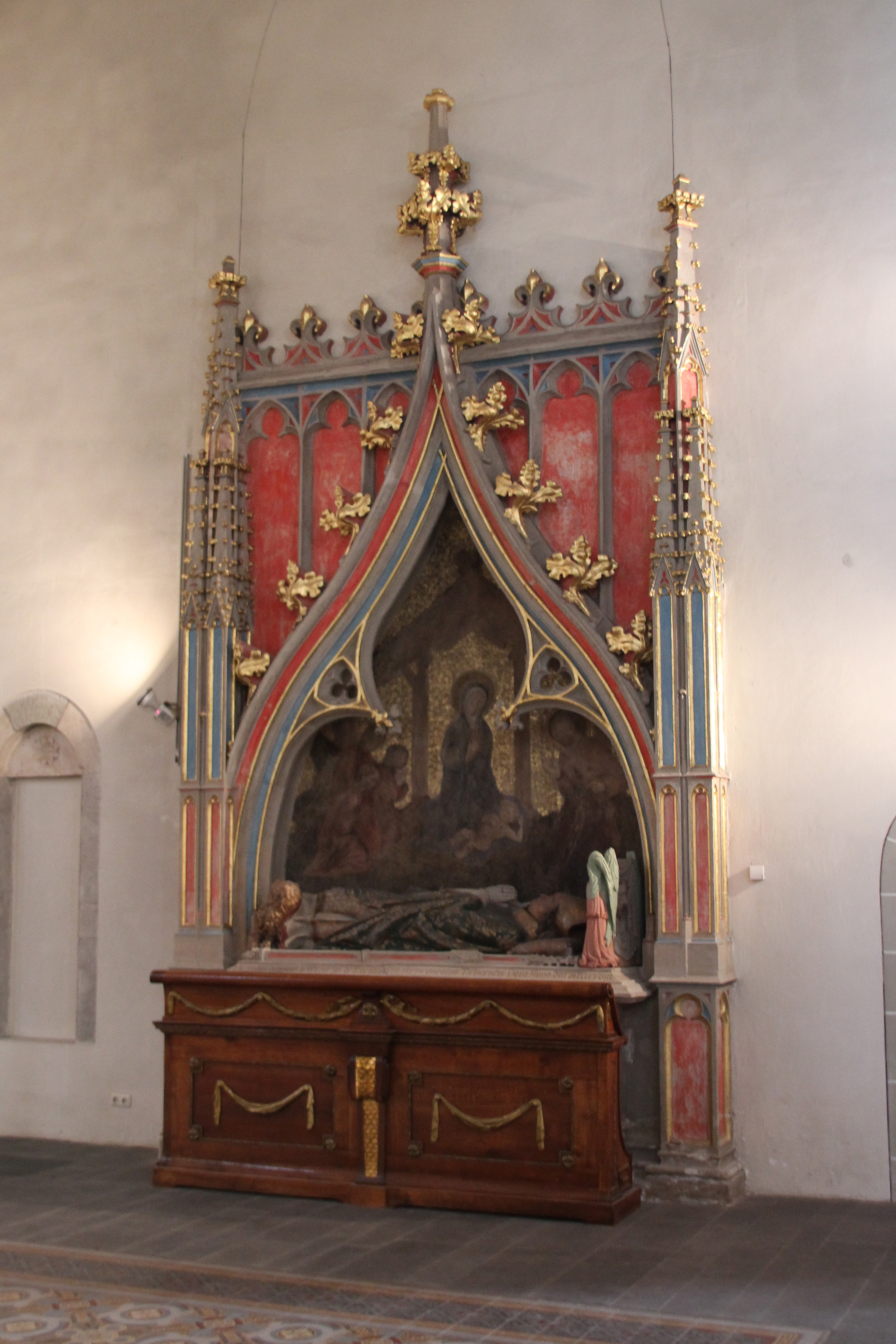
Nagrobek Wernera z Falkensteinu w bazylice św. Kastora w Koblencji

Werner był synem Filipa VI z Falkensteinu i wnukiem brata arcybiskupa Trewiru Kunona II z Falkensteinu. Sam także podjął karierę w kościele – był archidiakonem w Trewirze oraz prepozytem kapituł w Koblencji i Trewirze. Gdy Kuno w styczniu 1388 zrezygnował ze stanowiska, Werner został mianowany koadiutorem, a już w kwietniu został zatwierdzony przez papieża jako nowy arcybiskup. Sakrę biskupią otrzymał prawdopodobnie we wrześniu tego samego roku.
Werner przejął po swoim poprzedniku zapełniony skarbiec arcybiskupi. Zgromadzone finanse wykorzystał do prowadzenia licznych sporów z okolicznymi feudałami, co doprowadziło go do poważnych kłopotów finansowych, a kraj do zniszczenia. Z tego też powodu pojawiła się przeciwko niemu silna opozycja w kapitule katedralnej, która nawet w 1399, podczas choroby arcybiskupa, zwróciła się do papieża o wyznaczenie koadiutora do zarządzania sprawami księstwa, choć bezskutecznie. Werner uczestniczył też w polityce Rzeszy, jednak raczej nie przejawiał w tym zakresie inicjatywy, a raczej podążał w ślad za palatynami reńskimi i arcybiskupami Kolonii. Poniósł śmierć podczas próby zdobycia miasta Sankt Goar. 
Został pochowany w bazylice św. Kastora w Koblencji. 